# Тукоджи Рао Холкар III
Сэр Махараджадхирадж Радж Раджешвар Саваи Шри Тукоджи Рао III Холкар XIII Бахадур (хинди तुकोजीराव होलकर तृतीय; 26 ноября 1890 — 21 мая 1978) — 13-й махараджа княжества Индаура в центральной Индии с 31 января 1903 по 26 февраля 1926 года.

## Ранние годы
Тукоджи родился в 1890 году в Махешваре (княжество Индаур). Старший сын Шиваджи Рао Холкара (1859—1908), махараджи Индаура (18886-1903). Его матерью была Махарани Сита Бай Сахиб Холкар. Его отец отрекся от престола 31 января 1903 года, после чего Тукоджи стал новым махараджей Индаура. Поскольку ему было всего 13 лет, был назначен регентский совет, который действовал до его совершеннолетия. 6 ноября 1911 года, в возрасте 21 года, Тукоджи был наделен правящими полномочиями, и регентство было прекращено. Тукоджи закончил свое образование в колледже Дейли, Индор и ICC, Дехрадун.
В 1911 году Тукоджи присутствовал на коронации короля Соединенного Королевства Георга V в Лондоне. Он учредил орден Заслуг Холкара (февраль 1914) и орден Ахилябая Холкара (22 ноября 1920). Он был посвящен в рыцари — великие командоры Ордена Звезды Индии в 1918 году в честь Нового года.

## Отречение от престола
Тукоджи отрекся от престола в пользу своего единственного сына Яшванта Рао Холкара II 26 февраля 1926 года. Это произошло из-за скандального убийства, произошедшего в Бомбее, в котором был замешан Тукоджи. Британское правительство вынудило его отречься от престола и навсегда покинуть Индор. После своего отречения от престола Тукоджи проживал в основном во Франции. Этот инцидент вдохновил на создание фильма «Кулин Канта».

## Браки и дети
Тукоджи был женат три раза. Его старшей женой была Махарани Чандравати Бай Холкар (24 сентября 1887—1947), дочь Раоджи Гаваде, дворянина княжества Индаур. Свадьба состоялась 16 марта 1895 года, когда Тукоджи едва исполнилось четыре года; его невесте было всего семь лет. Брак, который длился всю их жизнь, был благословлен двумя детьми, в том числе его единственным сыном и преемником. Махарани Чандравати Бай осталась в Индауре после отречения Тукоджи и воспитывала своего несовершеннолетнего сына, следующего махараджу Индаура. Воплощение традиционных ценностей и культуры, Махарани Чандравати Бай всегда сочувствовала и поддерживала своего мужа и поддерживала с ним сердечные отношения всю свою жизнь. В последующие годы она время от времени выезжала за пределы княжества Индаур, чтобы встретиться с Тукоджи всякий раз, когда он посещал Индию.
8 декабря 1913 года Тукоджи женился на Махарани Индире Бай Холкар (род. 11 июня 1896), дочери Мукундрао Талчеркара, важного правительственного чиновника, базирующегося в Бомбее. Она родила ему единственную дочь, которая умерла в 1925 году в возрасте десяти лет от сепсиса. Махарани Индира Бай также осталась в Индауре после отречения и изгнания своего мужа. Она проявляла большой интерес к истории и религии. После изгнания Тукоджи, которое произошло через год после смерти их дочери, Махарани Индира Бай всерьез занялась преследованием этих интересов. Она была покровительницей нескольких исторических исследовательских организаций, в том числе Института исторических исследований Раджваде, Исследовательского института Рамдаса в Дхуле; Общества ведических исследований в Пуне; Дхармакоша Карьялайя, Вай, Махараштра; и, после обретения независимости, Махараштра Сахитья Паришад. Два махарани жили в одном дворце в Индауре и поддерживали по-настоящему сердечные, даже нежные отношения после того, как Тукоджи отправился в изгнание.
17 марта 1928 года, через два года после своего отречения и изгнания, Тукоджи женился в третий и последний раз. Его невестой была Шармиста Деви Холкар (9 сентября 1907—1995), урожденная Нэнси Энн Миллер, американка. Перед свадьбой Нэнси Энн Миллер приняла индуизм и была принята в общину Дхангар. Ее опекали и удочерили принцесса Тарабай и ее муж, полковник Ламбхейт, который также выдал ее замуж за Тукоджи. Шармишта Холкар родила четырех дочерей.
Тукоджи Рао Холкар скончался в Париже 21 мая 1978 года. У него был один сын и шесть дочерей:
- Махараджадхирадж Радж Раджешвар Саваи Шри Сэр Яшвант Рао II Холкар XIV Бахадур (6 сентября 1908 — 5 декабря 1961), махараджа Индаура
- Махараджкумари Манорамабай Радж Сахиб Холкар (1909 — 26 января 1936)
- Махараджкумари Шримант Снехалата Радж Сахиб Холкар (1915 — 31 октября 1925)
- Махараджкумари Шримант Сушри Шарада Радж Сахиб Холкар (род. 26 января 1929)
- Махараджкумари Шримант Сита Радж Сахиб Холкар [Шримант Акханд Субхагьявати Сита Радж Гатге] (род. 8 ноября 1930)
- Махараджкумари Шримант Сумитра Радж Сахиб Холкар [Шримант Акханд Субхагьявати Сумитра Радж Далви] (род. 14 ноября 1932)
- Махараджкумари Шримант Сушри Сушила Радж Сахиб Холкар [Шримант Акханд Субхагьявати Сушри Сушила Радж Болиа] (январь 1937 — 20 февраля 1957)